# Bet-at-home Cup Kitzbühel 2013
Il Bet-at-home Cup 2013 è stato un torneo di tennis maschile giocato sulla terra rossa. È stata la 68ª edizione dell'evento in passato noto come Austrian Open Kitzbühel, appartenente alle ATP World Tour 250 series nell'ambito dell'ATP World Tour 2013. Si è giocato al Tennis Stadium Kitzbühel di Kitzbühel, in Austria, dal 27 luglio al 3 agosto 2013. Dal 2011 il torneo prende il nome del bookmaker bet-at-home.com.

## Partecipanti

### Teste di serie
| Giocatore             | Nazione   | Ranking* | Testa di serie |
| --------------------- | --------- | -------- | -------------- |
| Philipp Kohlschreiber | Germania  | 23       | 1              |
| Juan Mónaco           | Argentina | 30       | 2              |
| Fernando Verdasco     | Spagna    | 32       | 3              |
| Jürgen Melzer         | Austria   | 34       | 4              |
| Carlos Berlocq        | Argentina | 43       | 5              |
| Roberto Bautista Agut | Spagna    | 48       | 6              |
| Albert Montañés       | Spagna    | 49       | 7              |
| Marcel Granollers     | Spagna    | 51       | 8              |

*Le teste di serie sono basate sul ranking al 22 luglio 2013.

### Altri partecipanti
I seguenti giocatori hanno ricevuto una wildcard per il tabellone principale:
- Andreas Haider-Maurer
- Mate Pavić
- Dominic Thiem

I seguenti giocatori sono passati dalle qualificazioni:

- Martin Fischer
- Jan Hájek
- Dennis Novak
- Antonio Veić

## Campioni

### Singolare
Marcel Granollers ha sconfitto in finale  Juan Mónaco per 0-6, 7–6(3), 6-4.
- È il quarto titolo in carriera per Granollers.

### Doppio
Martin Emmrich /  Christopher Kas hanno sconfitto in finale  František Čermák /  Lukáš Dlouhý per 6-4, 6-3.